# Paratripyla intermedia
Paratripyla intermedia är en rundmaskart som först beskrevs av Butschli 1873.  Paratripyla intermedia ingår i släktet Paratripyla och familjen Tripylidae. Inga underarter finns listade i Catalogue of Life.